# トム・カルウェー
トム・カルウェー（Tom Caluwé、1978年4月11日 - ）は、ベルギー・アントウェルペン州ラムスト出身の元同国代表サッカー選手。ポジションはMF。現在はKVメヘレンにてアシスタントコーチを務める。

## クラブ経歴
1996-97シーズンにKVメヘレンにてプロデビューを果たし、2000年7月にヴィレムIIへと移籍した。ヴィレムで6シーズンレギュラーとして活躍したのち、FCユトレヒトに加入し、3年後にカタールのアル・ワクラSCというクラブに移籍した。その後は、ベルギーやキプロスのクラブを経て、2014年、アマチュアクラブであるロンデルゼールSKにて現役を引退した。

## 代表経歴
ベルギー代表としてサウジアラビアとの親善試合に1試合のみ出場している。またこの試合では代表初ゴールも記録した。
| 得点 | 日付          | 会場                                 | 対戦国         | スコア | 結果 | 退会     |
| ---- | ------------- | ------------------------------------ | -------------- | ------ | ---- | -------- |
| 1    | 2006年5月11日 | トレントヴォルク・アレナ, シッタート | サウジアラビア | 1–2    | 勝利 | 親善試合 |